# Operatie Aintree
Operatie Aintree was een Britse militaire operatie tijdens de Tweede Wereldoorlog. Het maakte deel uit van de Slag om Overloon.

## Geschiedenis
Eind 1944 waren de geallieerde troepen al een stuk in Nederland opgerukt. In het gebied rondom Venray, Overloon en Oploo bevonden zich nog enkele Duitse eenheden. Onder de codenaam Aintree werden in oktober 1944 de Duitse eenheden uit deze gebieden gezuiverd. De operatie werd uitgevoerd door de Britse 3e Gemechaniseerde Infanteriedivisie.